# Альвеолярная мягкотканная саркома
Альвеоля́рная мягкотка́нная сарко́ма (АМС) — очень редкий вид мягкотканной саркомы, медленнорастущее злокачественное новообразование неизвестного происхождения, чаще всего развивающееся у детей и подростков. Развитие АКМ сопровождается обильным ростом сосудов, которые соединяют опухоль с кровеносной системой и способствуют рассеиванию клеток. Эти клетки быстро попадают в другие части тела — чаще всего в лёгкие и в головной мозг. АМС — это саркома, так что это новообразование изначально появляется в соединяющих, поддерживающих, или окружающих тканях и органах тела.
Термин «мягкотканная» означает, что эта саркома начинается в мягких тканях, а не в костях. АМС обычно появляется в мышцах и глубоких мягких тканях бедра или ноги — нижних конечностях. Часто она также появляется в верхних частях тела: руках, шее и в голове. Хотя АМС — мягкотканная саркома, она может распространиться и развиваться и в костях.
Термин «альвеолярная» указывает на микроскопический узор (гистопатологию). Клетки опухоли организованы примерно так же, как пузырьковидные образования в лёгких — альвеолы. Это всего лишь структурная схожесть.

## Эпидемиология
АМС была впервые описана и характеризована в 1952 патологом по фамилии Кристоферсон (Christopherson). АМС — это очень редкая саркома. Саркомы составляют около 1 % всех злокачественных опухолей (15 % детских злокачественных опухолей), а АМС — менее 1 % всех сарком. По данным Американского Общества по Борьбе с Раком (American Cancer Society), в 2006 было диагностированно около 9530 новых случаев мягкотканных сарком. Это предсказывает всего около 100 новых случаев АМС из 300 миллионов человек.
Именно от этого заболевания скончалась выдающаяся польская певица Анна Герман. Её случай является классическим по характеру заболевания.

## Первичный диагноз
АМС может находиться в теле пациента очень долгое время до обнаружения — до 10+ лет. Первичная опухоль может медленно вырасти до больших размеров, постепенно раздвигая окружающие ткани и не вызывая дискомфорта. Таким образом, первичными симптомами АМС могут быть:
- Безболезненная опухоль.
- Ноющая боль, вызванная давлением опухоли на нервные окончания.
- Сдвинутые мышцы, влияющие на свободу движения в районе опухоли.

## Этиология
Хромосомный анализ АМС показал разделение и объединение двух хромосом (хромосомная транслокация) в клетках опухоли. Участок хромосомы X отделяется и присоединяется к хромосоме 17. Эта транслокация создаёт союз между двумя генами — ASPL и TFE3. Это создаёт необычный белок, известный как синтез-белок, который не существует в обычных клетках. Существуют две формы ASPL-TFE3 синтез-белка, и соответственно два типа АМС: тип I и тип II. На сегодняшний день неизвестно как тип влияет на прогноз пациентов. Первым исследовал это направление доктор Ладаный (Ladanyi) из Memorial Sloan Kettering Cancer Center в Нью-Йорке.